# Hornbartjärnen (Björna socken, Ångermanland)
Hornbartjärnen är en sjö i Örnsköldsviks kommun i Ångermanland och ingår i Gideälvens huvudavrinningsområde. Sjön har en area på 0,0635 kvadratkilometer och ligger 299,1 meter över havet.

## Delavrinningsområde
Hornbartjärnen ingår i det delavrinningsområde (706620-162847) som SMHI kallar för Utloppet av Bergssjön. Medelhöjden är 283 meter över havet och ytan är 17,13 kvadratkilometer. Räknas de 42 avrinningsområdena uppströms in blir den ackumulerade arean 220,33 kvadratkilometer. Hemlingsån som avvattnar avrinningsområdet har biflödesordning 2, vilket innebär att vattnet flödar genom totalt 2 vattendrag innan det når havet efter 66 kilometer. Avrinningsområdet består mestadels av skog (77 procent). Avrinningsområdet har 2,37 kvadratkilometer vattenytor vilket ger det en sjöprocent på 13,8 procent.